# 北本正路
北本 正路（きたもと まさみち、1909年6月16日 - 1995年）は、日本の陸上競技（中距離走・長距離走）選手、大日本帝国陸軍軍人（最終階級は大尉）。

## 経歴
和歌山県出身。和歌山県立伊都中学校（現在の和歌山県立伊都中央高等学校）を経て、1929年に慶應義塾大学に入学した。
1929年、第5回明治神宮体育大会で5000mに優勝。同年には日本陸上競技選手権大会男子5000mでも優勝した。
1930年には第9回極東選手権競技大会の1500mに出場し、津田晴一郎に次ぐ第2位となった。
1930年から1933年にかけて4年連続で箱根駅伝に出場し、その全てで区間賞を獲得。
1931年、第6回明治神宮体育大会の5000mを連覇。1932年の日本陸上競技選手権大会では男子5000m（15分25秒6）および10000m（31分33秒60）で優勝、10000mは日本新記録であった。
大学在学中に、1932年ロサンゼルスオリンピックで5000mに出場した。
1936年ベルリンオリンピックでマラソンの金メダリストとなる孫基禎のコーチを務めている。
予備役少尉として応召し、ニューギニア戦線に出征。1943年、東部ニューギニアのキアリからラエへ、フォン半島内陸の山岳部を越えての補給が可能であるかを調査するため、50人の特別工作隊を率い、周辺住民の協力を獲得して標高4500mの山岳越えのルートを開いた。当時の新聞に「東部ニューギニア戦線の華」たる壮挙として紹介された（サラワケット越えを参照）。なお、このルートはのちにラエで包囲下に置かれた第51師団の撤退路となった。
戦後は兵庫県宝塚市で鉄工所を経営した。
イベントプロデューサーの北本正孟は子。

## 著書
- 『ニューギニア・マラソン戦記』にれの木出版、 1968年
- 「栄光のマラソン部隊」『太平洋戦争ドキュメンタリー』第22巻 今日の話題社、1970年